# Pieter Eykhoff
Pieter Eykhoff (Den Haag, 9 april 1929 – Eindhoven, 15 november 2000) was hoogleraar regeltechniek aan de Technische Universiteit Eindhoven. 

## Loopbaan
Hij studeerde elektrotechniek aan de Technische Hogeschool te Delft en promoveerde in 1961 aan de Universiteit van Berkeley. Hij werd in 1964 tot hoogleraar regeltechniek aan de Technische Universiteit Eindhoven benoemd, waar hij tot zijn emeritaat in 1990 bleef werken.
Hij ontving vele internationale blijken van waardering voor zijn werk: hij werd verkozen tot IEEE Fellow en lid van de KNAW. Hij ontving een eredoctoraat van de Vrije Universiteit van Brussel.